# یواس‌اس فوس (دی‌ئی-۵۹)
یواس‌اس فوس (دی‌ئی-۵۹) (به انگلیسی: USS Foss (DE-59)) یک کشتی بود که طول آن ۳۰۶ فوت (۹۳ متر) بود. این کشتی در سال ۱۹۴۳ ساخته شد.